# Raúl da Cunha Mousaco
Raúl da Cunha Mousaco ist ein Politiker aus Osttimor. Er ist Mitglied der FRETILIN.und führt einen Ingenieurstitel.
Mit der Umbildung der I. konstitutionellen Regierung Osttimors von Premierminister Marí Bin Amude Alkatiri am 26. Juli 2005 übernahm Mousaco das neu geschaffene Amt des Vizeministers für staatliche Bauvorhaben.
Als Sprecher der FRETILIN in den Zeiten der Unruhen in Osttimor 2006 war er ein scharfer Kritiker Australiens. Er vermutete in der Entsendung der australischen Truppen der International Stabilization Force (ISF),  australisches Eigeninteresse und als Auslöser der Unruhen einen von außen versuchten Putsch gegen Premierminister Alkatiri, der schließlich 2006 zurücktreten musste.
Mousaco behielt sein Amt auch unter den folgenden Premierministern José Ramos-Horta und Estanislau da Silva.
Mit Antritt der IV. konstitutionelle Regierung Osttimors schied Mousaco am 8. August 2007 aus dem Kabinett Osttimors aus.